# Composesorat
Composesoratele au însemnat comunități de obști sătești prezente în toată Europa. Principiile de funcționare ale composesoratelor au fost aproape identice. În ceea ce urmează vor fi descrise composesoratele din România și la modul special, cele din Transilvania.

## Definiție
Composesoratul este o persoană juridică, care funcționează la nivelul satelor sau al unor orașe mai mici. Structura umană a fiecărui composesorat este alcătuită din proprietarii localnici sau urmașii foștilor proprietari localnici mutați la oraș sau în străinătate. Membrii se întrunesc de două ori pe an, iar o asemenea ședință poartă denumirea de Adunare Generală. De obicei din patru în patru ani, în ședința adunării generale se alege o conducere operativă care poartă denumirea de Consiliu de Administrație sau Consiliu Director. Acest consiliu de administrație are sarcina de administrare a averii composesoratului, la modul curent.
Composesoratul, ca persoană juridică, este proprietara unor terenuri mari compacte cu destinația de pădure și pășune. Aceste păduri, pășuni sau la modul excepțional terenuri agricole se regăsesc în hotarele extravilane ale satelor. Ca mărime, în Transilvania mărimea lor se situază între circa o sută de hectare și până la câteva mii de hectare. Menționăm că există câteva composesorate situate în secuime, ale căror terenuri depășesc chiar și zece mii de hectare.
Asemenea proprietăți composesoriale imense se mai regăsesc și în județul Brașov sau Oltenia.
Spre deosebire de averea altor persoane juridice, averea composesoratelor este inalienabilă în tot sau în parte către terțe persoane. O altă regulă de bază este starea de indiviziune între membrii, stare care spre deosebire de alte situații de indivizibilitate nu poate fi sistată niciodată. Suntem în fața unei stări de indiviziune forțate stabilite de lege. Totuși, trebuie să menționăm că membrii composesoratelor pot înstrăina părțile lor indivize comune, dar numai către alți membri composesori. Sub sancțiunea nulității, este interzisă înstrăinarea părților indivize către terțe persoane, adică în beneficiul unor persoane, care nu sunt membrii, indiferent de gradul de rudenie.
Prezenta definiție este valabilă în privința composesoratelor care există și funcționează în România. Aceste composesorate funcționează din începutul evului mediu sau cel puțin începând cu secolul 19, însă regimul comunist a interzis funcționarea lor. După Revoluția română din 1989 s-a pus problema reînființării lor.
Reînființarea și redobândirea averilor fostelor composesorate a devenit o realitate prin Legiile nr. 1/2000 și 247/2005. Una dintre condițiile esențiale a fost înființarea unei noi persoane juridice la nivelul fiecărei comunități sătești. Această nouă persoană juridică, adică acest nou composesorat a devenit urmașul de drept al vechii entități obștești composesoriale. Reprezentanții intermediari ai composesoratului în formare au trebuit să solicite restituirea imobilelor vechiului composesorat. Noul composesorat a dobândit personalitate juridică prin hotărâre judecătorească pronunțată la instanța judecătorească competentă din punct de vedere material și teritorial.
Composesoratele trebuie să funcționeze în baza statutului aprobat și autorizat de către instanța judecătorească competentă. Statutul, ca regulament, reglementează la modul amănunțit funcționarea fiecărui composesorat. Nicio dispoziție a statutului nu poate contrazice dispozițiile imperative ale legiilor nr. 1/2000 și 247/2005, sub sancțiunea nulității absolute. Se pune întrebarea dacă este vorba despre nulitatea absolută sau suntem în prezența unei clauze nescrise.
Composesoratul reînființat întocmai ca și antecesorul lui juridic, funcționează în baza următoarelor principii:
1. Imobilele, adică terenurile restituite nu pot fi partajate între copărtași. Prin copărtași înțelegem membrii composesoratului. Acest principiu era o caracteristică de bază și în cazul composesoratelor vechi, adică vorbim de un principiu multisecular.
2. Imobilele retrocedate composesoratelor nu pot fi înstrăinate. Înstrăinarea integrală sau parțială a unor păduri sau pășuni retrocedate prin vânzare-cumpărare, schimb, donație sau orice alte forme de înstrăinare sunt lovite de nulitate absolută. O asemenea nulitate este prevăzută cu titlu imperativ prin lege (Legiile nr. 1/2000 și nr. 247/2005).
3. Părțile indivize comune, precum și calitatea de membru composesor se moștenește prin aplicarea regulilor Codului civil.
4. Înstrăinarea părților indivize comune către terțe persoane este interzisă, însă asemenea înstrăinări sunt permise dacă au loc între membrii composesori.

Composesoratele românești și la modul special cele transilvănene au un potențial economic imens, deoarece este vorba de terenuri mari și compacte. În Transilvania o parte însemnată a persoanelor fizice au în proprietate privată păduri, pășuni, sau terenuri arabile, însă se prezintă sub forma unor parcele mici împrăștiate în extravilanul satelor. Cu riscul de a ne repeta, terenurile composesoratelor sunt compacte și mari.
În Transilvania funcționează circa 1000 de composesorate.